# GraphML
GraphML — язык описания (иногда упоминается как отдельный формат файлов) графов на основе XML.

## Введение в GraphML
Ниже представлен пример простого ненаправленного графа с двумя узлами и одним ребром, их соединяющим:
```
<?xml version="1.0" encoding="UTF-8"?>

<graphml
 
xmlns=
"http://graphml.graphdrawing.org/xmlns"
  

    
xmlns:xsi=
"http://www.w3.org/2001/XMLSchema-instance"

    
xsi:schemaLocation=
"http://graphml.graphdrawing.org/xmlns

     http://graphml.graphdrawing.org/xmlns/1.0/graphml.xsd"
>

  
<graph
 
id=
"G"
 
edgedefault=
"undirected"
>

    
<node
 
id=
"n0"
/>

    
<node
 
id=
"n1"
/>

    
<edge
 
id=
"e1"
 
source=
"n0"
 
target=
"n1"
/>

  
</graph>

</graphml>

```

## Другие механизмы описания графов
- DOT (язык)
- Trivial Graph Format — простой текстовый формат
- GXL — формат обмена графами на основе XML (Официальный сайт Архивная копия от 5 января 2010 на Wayback Machine)
- Graph Modelling Language — ещё один широко используемый формат обмена графами (Официальный сайт)
- XGMML — язык описания графов на основе XML, чрезвычайно схожий с GML (Официальный сайт)